# Sju (ort i Kazakstan)
Sju (kazakiska: Shū, ryska: Шу) är en ort i Kazakstan.   Den ligger i oblystet Zjambyl, i den sydöstra delen av landet, 900 km söder om huvudstaden Astana. Sju ligger 469 meter över havet och antalet invånare är 39 785.
Terrängen runt Sju är mycket platt. Runt Sju är det mycket glesbefolkat, med 4 invånare per kvadratkilometer. Det finns inga andra samhällen i närheten. Trakten runt Sju består i huvudsak av gräsmarker.